# Fluorure de mercure(I)
Le fluorure de mercure(I), ou fluorure mercureux, est un composé chimique de formule Hg2F2. Il s'agit d'un solide jaune à cristaux cubiques, qui vire au noir lorsqu'il est exposé à la lumière. La molécule Hg2F2 est linéaire, à l'instar des autres composés mercureux de la forme X–Hg–Hg–X. La liaison Hg–Hg a ici une longueur de 251 pm (contre 300 pm dans le mercure métallique) tandis que les liaisons Hg–F ont une longueur de 214 pm, avec quatre autres atomes de fluor à 272 pm. La géométrie de coordination des atomes de mercure est ainsi un octaèdre déformé. Le composé est souvent écrit sous la forme Hg22+2F−.
Le fluorure de mercure(I) est préparé à partir de carbonate de mercure(I) Hg2CO3 et d'acide fluorhydrique HF :
Hg2CO3 + 2 HF → Hg2F2 + CO2 + H2O.
En présence d'eau, le fluorure de mercure(I) s'hydrolyse en mercure métallique, oxyde de mercure(II) HgO et acide fluorhydrique HF(aq) :
Hg2F2 + H2O → Hg + HgO + 2 HF(aq).
Le fluorure de mercure(I) peut être utilisé pour convertir un halogénure d'alkyle en fluorure d'alkyle :
2 R-X + Hg2F2 → 2 R-F + Hg2X2
où X = Cl, Br, I.